# Coffea mayombensis
Coffea mayombensis là một loài thực vật có hoa trong họ Thiến thảo. Loài này được A.Chev. mô tả khoa học đầu tiên năm 1939.